# Oost-Frankische Rijk
Het Oost-Frankische Rijk (Latijn: regnum francorum orientalium), Oost-Francië (Latijn: francia orientalis) of Oost-Frankenland, was een vroeg-middeleeuws koninkrijk in Centraal-Europa.
Het Oost-Frankische Rijk ontstond in 843, toen het Frankische Rijk volgens het verdrag van Verdun werd opgedeeld door de drie overlevende zonen van keizer Lodewijk de Vrome. Het oostelijke deel van het Frankische Rijk kwam hierbij aan de derde zoon, Lodewijk de Duitser. De naam Oost-Francië werd eigenlijk nauwelijks gebruikt: men ging al snel in het algemeen van Duitsland of regnum Teutonicorum ('rijk der Duitsers' of 'der Teutonen') spreken.
Vanaf 962 transformeerde het Oost-Frankische Rijk tot het Heilige Roomse Rijk. Tot dit keizerrijk behoorden, naast het koninkrijk Duitsland, vanaf 962 ook het Koninkrijk Italië en vanaf 1033 het Koninkrijk Bourgondië.

## Geografie
Oost-Francië omvatte bij benadering een groot deel van het huidige Duitsland (namelijk het gebied ten oosten van de Rijn en ten westen van de Elbe), alsmede het huidige Zwitserland en Oostenrijk, met de aanhechting van het noordelijk deel van Midden-Francië in 870/880. Dit noordelijke deel had onder de regering van Lotharius II (869) de Nederlanden, Frans-Lotharingen en de Elzas omvat.

## Stamgebieden
Oost-Francië was verdeeld in vier stamhertogdommen, volgens de grote Germaanse stammen:
- Sueven of Alemannen in Zwaben of Allemannië.
- Franken in Franken(land).
- Saksen in Saksen.
- Bajuwaren of Beieren in Beieren.

Het oude hertogdom – ooit een koninkrijk – Thüringen van de Thüringers was tijdens het bestaan van Oost-Francië opgedeeld tussen Franken en Saksen.

Het Oost-Frankische Rijk en afhankelijke gebieden in geel bij het Verdrag van Verdun (843)

Het rijk oefende ook gezag uit over oostelijker gelegen Slavische gebieden, zoals de Lausitz (tot aan de Bober), Bohemen, Moravië, Slovenië, Uckermark en Kroatië. Grote stukken van Midden-Francië, met name Lotharingen, werden later herenigd met Oost-Francië (Verdragen van Meerssen, 870, en Ribemont, 880). Op termijn ontstond hieruit het Heilige Roomse Rijk; men laat dit beginnen in het jaar 962, in welk jaar Otto I de Grote tot de eerste Duitse keizer werd gekroond; de naam 'Heilige Roomse Rijk' wordt pas vanaf keizer Frederik I Barbarossa, gekroond in 1155, gebruikt in een laatste opwelling van de Investituurstrijd.

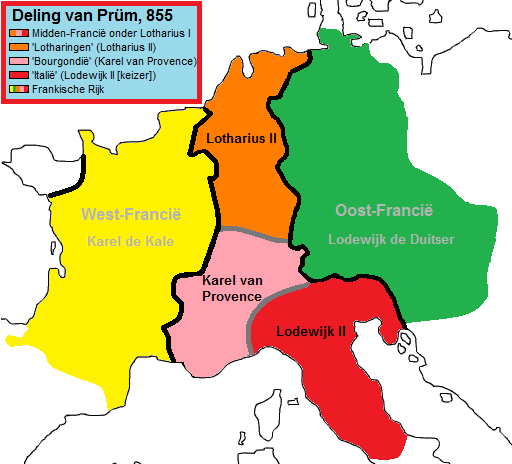
Deling van Prüm, 855

Het Oost-Frankische Rijk na het Verdrag van Ribemont (880)

## Steden
Oost-Francië had geen vaste hoofdstad. Net als het Frankische Rijk onder Karel de Grote kende het een leenstelsel, waarbij de koning steeds te gast was bij een andere leenman op diens palts.
Belangrijke Oost-Frankische steden waren:
- Frankfurt (Franconofurd)
- Konstanz (Constanza)
- Mainz (Moguntia)
- Regensburg (Ratisbon)
- Spiers (Spira)
- Straszburg (Argentaria)
- Worms (Wormatia)

### Deling van Prüm 855
Met de aanhechting van Midden-Francië in 870/880 kwamen hier de volgende steden bij:
- Utrecht (Traiectum ad Rhenum of Ultraiectum)
- Maastricht (Traiectum ad Mosam)
- Luik (Leodium)
- Aken (Aquis Villa)
- Keulen (Colonia)
- Trier (Treveris)

## Verdrag van Ribemont (880)
Met het Verdrag van Ribemont in 880 kwamen de delingen van het Frankenrijk tot een einde. Het verdrag werd gesloten tussen de Duitse koning Lodewijk de Jonge en de beide koningen van Frankrijk, Lodewijk III (879-882) en Karloman (879-884). De grens tussen West- en Oost-Francië bleef nadien tot in de late middeleeuwen vrijwel onveranderd.